# Ноћна школа - Одбрана
Ноћна школа - Одбрана (енгл. Night School - Defense) је роман енглеске књижевнице К. Џ. Доерти (енгл. CJ Daugherty). Српско издање је објавила издавачка кућа Лагуна из Београда 23. децембра 2015. године.

## О ауторки
К. Џ. Доерти је бивша криминалистичка репортерка и државни службеник, имала је двадесет две године када је први пут видела леш који ју је подстакао на размишљање и мотивисао да се бави писањем. Серијал Ноћна школа је почела да пише док је радила као консултант за комуникације у Министарству унутрашњих послова. Серијал за тинејџере је објавила издавачка кућа енгл. Little, Brown and Company и продат је у више од милион и по примерака широм света. Истоимена серија инспирисана њеним књигама је имала више од милион прегледа. Касније је написала серијал енгл. The Echo Killing који је објавио енгл. St. Martin's Press, као и Број 10. Коауторка је научно–фантастичног серијала Тајна ватра, са француском ауторком Карином Розенфелдом. Доертине књиге су преведене на 25 језика и биле су бестселери у више земаља. Данас живи на југу Енглеске са супругом, режисером номинованим за награду БАФТА, Џеком Џуерсом и кућним љубимцем.

## О књизи
Књига Ноћна школа - Одбрана прати Ели која, пронашавши склониште на тајном месту на југу Француске, готово успева да убеди себе да је безбедна све док је Натанијелови људи не нападну. Тада опет креће у бекство и приморана је да се врати на једино место које истински може да назове својим домом, у „Академију Симерија”. Међутим, пошто стигне тамо Ели је готово не препознаје. Већина ђака је напустила школу, професорима се више не може веровати, а обезбеђење води главну реч. Покушавајући у очају да заустави Натанијела, Ели пристаје да пође са Лусиндом на ноћни састанак иако тиме постоји ризик да угрози животе својих пријатеља. Картер и Силвен јој нуде своју помоћ, а Ели мора једном заувек одлучити кога заиста жели и коме може веровати.